# Actualitatea literară
Actualitatea literară este o revistă a Unirii Scriitorilor din România, fondată la Lugoj, în 14 octombrie 2010, de Nicolae Silade. 
Redactor șef al publicației este Remus V. Giorgioni.
- Redacția: Ela Iakab, Adriana Weimer, Simion Dănilă, Maria Bologa, George Motroc, Mircea Anghel, Constantin-T. Stan, Veronica Balaj, Mircea Dan Duță, Costel Drejoi, Ionel Bota, Elisabeta Boțan.
- Adresa redacției: Lugoj, str. Nicolae Bălcescu, nr. 6, cod 305500; tel: 0744.575.853;
- web: http://www.actualitatealiterara.ro; e-mail: actualitatealiterara@yahoo.com